# Biblioteca Filelfica
La Biblioteca Filelfica è una biblioteca storica italiana con sede a Tolentino. Insieme alla Biblioteca Egidiana costituisce la principale infrastruttura culturale della città.

## Storia
La Biblioteca Filelfica fu fondata nella prima metà del XIX secolo ad opera di Giuseppe Bonelli. Prende il nome dal famoso umanista e scrittore italiano Francesco Filelfo. Fu successivamente arricchita con i fondi librari degli ordini religiosi soppressi, agostinani, cappuccini e minori osservanti. Un notevole incremento avvenne con le donazioni del canonico Zocchi, del vescovo Nicola Pace e di Giovanni Benadduci.

## La sede
La Biblioteca Filelfica è situata nel centro storico della città a Palazzo Fidi dal 2004, già sede del Liceo Classico "Francesco Filelfo". In precedenza era stata collocata presso Palazzo Sangallo, poi presso la Scuola Elementare "Dante Alighieri". Quando si decise di trasferirla presso Palazzo Fidi si stabilì di collocarvi, a piano terra, l'Archivio storico comunale.

## Patrimonio

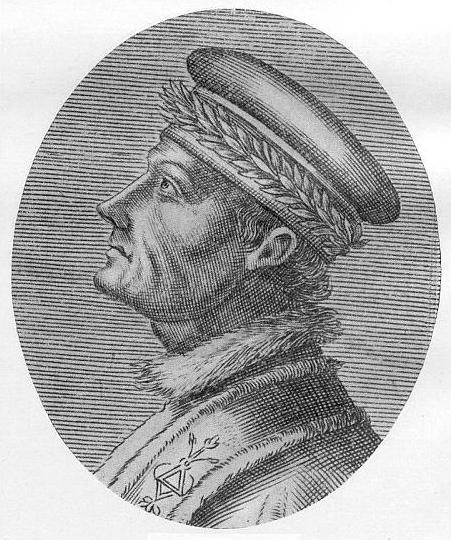
Francesco Filelfo

La biblioteca possiede circa 40.000 unità bibliografiche con un ricco patrimonio storico tra cui
- 22 incunaboli
- 450 cinquecentine
- circa 11.000 edizioni dal 1600 al 1900.
- 5000 manoscritti musicali di Nicola Vaccaj (oltre al suo epistolario)
- 20 libretti d'opera
- Fondo musicale Giovanni Bezzi e Giuseppe Zonghi
- Fondi Nicola Pace, Giovanni Benadduci, Zocchi, Alberto Catinelli
- Fondo Francesco Filelfo, contenente edizioni dal XIV al XVIII secolo.

Nella sezione locale sono conservate le pubblicazioni a stampa relative alla città e al territorio marchigiano per un totale di circa 4000 volumi.
Le sezioni contemporanee comprendono le sale a scaffale aperto, classificate con lo schema Deweey, lo scaffale dei periodici e l'ampia sala ragazzi.

## Attualità
A seguito della sequenza di terremoti del 2016 che ha colpito il centro Italia la biblioteca è stata chiusa al pubblico per inagibilità.